# Шарков, Андрей Анатольевич
Андре́й Анато́льевич Шарко́в (род. 15 января 1958, Мурманск) — советский и российский актёр театра и кино. Заслуженный артист Российской Федерации (2009).
Наиболее известен по ролям в телевизионных сериалах «Тайны следствия» и «Мастер и Маргарита».

## Биография
Андрей Шарков родился в 1958 году в Мурманске. Родители, Анатолий Афанасьевич и Зоя Ивановна, были медиками. Родители считали, что сын должен также пойти в медицину, но тот в конце концов выбрал профессию актёра.
После окончания школы пробовал поступить во ЛГИТМиК, но неудачно. Однако ему удалось поступить в театральное училище в Свердловске, откуда, правда, был отчислен через год, по собственному признанию, за пропуски и «острый язык». Тем не менее, он продолжил обучение актёрской профессии в Горьковском театральном училище, куда был принят сразу на второй курс. Здесь же познакомился с будущим известным артистом Евгением Дворжецким, мать которого преподавала в училище.
После окончания обучения в 1979 году Андрей Шарков служил в одиннадцати театрах, включая Рязанский областной театр драмы.
В 1994 году принят в труппу Большого драматического театра имени Товстоногова.
Первая роль Андрея Шаркова в кино — судебно-медицинский эксперт Леонид Панов в телесериале «Тайны следствия» (с 2000 года, все сезоны). Затем последовали роли в сериалах и фильмах: «Бандитский Петербург» (5-й и 6-й сезоны), «Крот», «Тимур и его коммандос», «Брежнев». В 2005 году на экраны вышел телесериал «Мастер и Маргарита» — экранизация Владимира Бортко одноимённого романа Михаила Булгакова (где актёр исполнил роль Варенухи). Также снимался в ряде других фильмов и сериалов, некоторые из них: «Золотой телёнок», «Питер FM», «Сонька Золотая ручка», «Платье от кутюр» и др.
25 сентября 2015 года актёр принял участие в театрализованных онлайн-чтениях произведений А. П. Чехова «Чехов жив».
Жена — Татьяна Капитонова (род. 1955), актриса.

## Награды
- Орден Дружбы (30 марта 2020 года) — за большой вклад в развитие отечественной культуры и искусства, многолетнюю плодотворную деятельность[2]
- Заслуженный артист Российской Федерации (5 февраля 2009 года) — за большой вклад в развитие отечественного театрального искусства и многолетнюю плодотворную деятельность[3]

## Фильмография
| Год       |     | Название | Роль                                                                                         |
| --------- | --- | --- | -------------------------------------------------------------------------------------------- |
| 2000—2001 | с   | Тайны следствия-1- «Мягкая лапа смерти» (фильм 1) - «Гроб на две персоны» (фильм 2) - «Странности Алисы» (фильм 3) - «Женские слёзы» (фильм 4) - «Практикантка» (фильм 6) | Леонид Панов, судмедэксперт                                                                  |
| 2001      | с   | Крот | Юлий Борисович Выгорцев, банкир                                                              |
| 2001      | с   | Агент национальной безопасности-3 | Станислав Пантелеевич Рудаков                                                                |
| 2001      | с   | По имени Барон | «Рыхлый»                                                                                     |
| 2001      | с   | Убойная сила-3: - эпизод «Год глухаря» (фильм 4) | Кошкин                                                                                       |
| 2001      | с   | Улицы разбитых фонарей-4 - эпизод «У каждого в шкафу свой скелет» (серии 2 и 3)                                                                                           | Шах                                                                                          |
| 2001—2004 | с   | Чёрный ворон | клиент дяди Коки                                                                             |
| 2002      | с   | Тайны следствия-2- «Заказчик» (фильм 1) - «Суббота» (фильм 2) - «Падение» (фильм 3) - «Марионетки» (фильм 4) - «Роль жертвы» (фильм 5) - «Чёрный бог» (фильм 6)           | Леонид Панов, судмедэксперт                                                                  |
| 2003      | с   | Бандитский Петербург. Фильм 5. Опер- серия 3 | Михаил Давыдович Эрлих, врач-нейрохирург                                                     |
| 2003      | с   | Бандитский Петербург. Фильм 6. Журналист- серия 5 | Михаил Давыдович Эрлих, врач-нейрохирург                                                     |
| 2003      | с   | Тайны следствия-3- «Исчезновение» (фильм 3) - «Бумажная работа» (фильм 4) - «Покушение» (фильм 6)                                                                         | Леонид Панов, судмедэксперт                                                                  |
| 2003      | с   | Чужое лицо | Каштоянц                                                                                     |
| 2004      | ф   | Игра on-line | Соловей                                                                                      |
| 2004      | с   | Спецназ по-русски-2- «Узник» (фильм 1) - «Парикмахер» (фильм 2) - «Сувенир» (фильм 4) - «Длань Господня» (фильм 6)                                                        | Михалыч, эксперт                                                                             |
| 2004      | с   | Тайны следствия-4- «Истинные ценности» (фильм 1) - «Операция „Доктор“» (фильм 2) - «Работа над ошибками» (фильм 3) - «История болезни» (фильм 5)                          | Леонид Панов, судмедэксперт                                                                  |
| 2004      | с   | Богатыри Online | Соловей Разбойник                                                                            |
| 2004      | ф   | Тимур и его коммандос | Аслан Мамедович                                                                              |
| 2005      | с   | Братва- серии 1 и 2 | Вилен                                                                                        |
| 2005      | с   | Брежнев | инженер металлургического завода                                                             |
| 2005      | с   | Золотой телёнок- серия 3 | Бомзе                                                                                        |
| 2005      | с   | Королевство кривых...- серия 6 | директор школы                                                                               |
| 2005      | с   | Лабиринты разума- «Абадонна» (фильм 1) - «Копиист» (фильм 6) | Тормоз                                                                                       |
| 2005      | с   | Мастер и Маргарита- серии 3, 4, 8, 9 | Иван Савельевич Варенуха, администратор Варьете                                              |
| 2005      | ф   | Нежная зима | Дед Мороз                                                                                    |
| 2005      | с   | Одна тень на двоих | Михаил Петрович, отец Андрея                                                                 |
| 2005      | с   | Риэлтор | Якоб, шведский риэлтор                                                                       |
| 2005      | с   | Тайны следствия-5- «Поклонники» (фильм 1) - «Фотограф» (фильм 3) - «Приличные люди» (фильм 4) - «Смерть за кадром» (фильм 5) - «Вопросы воспитания» (фильм 6)             | Леонид Панов, судмедэксперт                                                                  |
| 2006      | с   | Вызов-1- «Чужая тень» (фильм 3) | Борзов                                                                                       |
| 2006      | с   | Жизнь и смерть Лёньки Пантелеева | Иосиф Григорьевич Левин, психиатр                                                            |
| 2006      | ф   | Маскарад | Имя персонажа не указано                                                                     |
| 2006      | с   | Морские дьяволы-1- «Золотые рыбки» (серия 3) | шейх                                                                                         |
| 2006      | ф   | Питер FM | программный директор                                                                         |
| 2006      | ф   | Рататуй | Альберт Яковлевич                                                                            |
| 2006      | с   | Секретный поручения | Валентин Павлович Ананьев, подследственный                                                   |
| 2006      | с   | Сонька Золотая Ручка | Абрам Циммерман, ювелир                                                                      |
| 2006      | с   | Старые дела | Сергей Сергеевич Моралов (Мориарти), известный предприниматель, лидер преступной группировки |
| 2006      | с   | Тайны следствия-6- «Весёлый слоник» (фильм 2) - «Звуки музыки» (фильм 3) - «Вызов» (фильм 6)                                                                              | Леонид Панов, судмедэксперт                                                                  |
| 2007      | ф   | Ветка сирени | импресарио                                                                                   |
| 2007      | с   | Дюжина правосудия | режиссёр                                                                                     |
| 2007      | с   | Закон мышеловки- серия 1 | эпизод                                                                                       |
| 2007      | с   | Литейный, 4 (1-й сезон)- «Сеть» (серия 9) | Штраус                                                                                       |
| 2007      | ф   | Ночные посетители | агент-импресарио                                                                             |
| 2007      | ф   | Перстень наследника династии | искусствовед                                                                                 |
| 2007      | ф   | Поводырь | врач-офтальмолог                                                                             |
| 2007      | с   | Тайны следствия-7- «Чёрная магия» (фильм 1) - «Дорогой подарок» (фильм 2) - «Лучший способ защиты» (фильм 3) - «Домой» (фильм 5)                                          | Леонид Панов, судмедэксперт                                                                  |
| 2008      | с   | Двое из ларца-2 | Филин, и. о. начальника отдела кадров                                                        |
| 2008      | с   | Золото Трои | Риккардо Каталани                                                                            |
| 2008      | с   | Новая жизнь сыщика Гурова- «Спиноза» (фильм 1) | Спиноза                                                                                      |
| 2008      | ф   | Платье от кутюр | «композитор»                                                                                 |
| 2009      | с   | Дорожный патруль-3- «Расплата» (серия 5) | Соломинцев                                                                                   |
| 2009      | с   | Одержимый (Джек Потрошитель) | Дмитрий, телевизионщик                                                                       |
| 2009      | ф   | С чёрного входа | Имя персонажа не указано                                                                     |
| 2009      | с   | Тайны следствия-8- «Превышение власти» (фильм 1) - «Встать, суд идёт!» (фильм 3) - «Коллекционеры» (фильм 4) - «Группа риска» (фильм 5)                                   | Леонид Панов, судмедэксперт                                                                  |
| 2010      | с   | Дом у большой реки | Иван Тимофеевич Морковкин, старый доктор                                                     |
| 2010      | с   | Сонька. Продолжение легенды | Абрам Циммерман, ювелир                                                                      |
| 2010      | с   | Улицы разбитых фонарей-10- «Кошкино золото» (серия 16) | Бобров                                                                                       |
| 2011      | с   | Возмездие | Виталий Михайлович, директор фирмы по уборке квартир                                         |
| 2011      | с   | Тайны следствия-9 | Леонид Панов, судмедэксперт                                                                  |
| 2011      | с   | Тайны следствия-10 | Леонид Панов, судмедэксперт                                                                  |
| 2012      | ф   | Подземный переход | Илья Борисович                                                                               |
| 2012      | ф   | Как назло Сибирь / Ausgerechnet Sibirien | Сергей Карпов                                                                                |
| 2012      | с   | Бывшая жена | директор галереи, эпизод                                                                     |
| 2012      | с   | Принцип Хабарова | директор галереи, эпизод                                                                     |
| 2012      | ф   | Возвращение | Имя персонажа не указано                                                                     |
| 2012      | с   | Шаповалов | Константин Григорьевич Мамаев                                                                |
| 2012      | с   | Тайны следствия-11 | Леонид Панов, судмедэксперт                                                                  |
| 2013      | с   | Все началось в Харбине | Артур Тарасович Ивашко                                                                       |
| 2013      | с   | Тайны следствия-12 | Леонид Панов, судмедэксперт                                                                  |
| 2013      | с   | Тайны следствия-13 | Леонид Панов, судмедэксперт                                                                  |
| 2013      | ф   | Три мушкетёра | Имя персонажа не указано                                                                     |
| 2013      | с   | Морские дьяволы. Смерч. Судьбы | фельдшер                                                                                     |
| 2014      | с   | Тайны следствия-14 | Леонид Панов, судмедэксперт                                                                  |
| 2014      | ф   | Наследие | Марк Наумович                                                                                |
| 2015      | с   | Ленинград 46 | Ефим Маркович Шрайман                                                                        |
| 2015      | с   | Тайны следствия-15 | Леонид Панов, судмедэксперт                                                                  |
| 2015      | с   | Белая стрела. Возмездие | Травников                                                                                    |
| 2016      | с   | Тайны следствия-16 | Леонид Панов, судмедэксперт                                                                  |
| 2017      | с   | Тайны следствия-17 | Леонид Панов, судмедэксперт                                                                  |
| 2018      | с   | Бар «На грудь» | Василий Бугров, пенсионер                                                                    |
| 2018      | с   | Тайны следствия-18 | Леонид Панов, судмедэксперт                                                                  |
| 2019      | с   | Подкидыш | Эйгенсон, портной                                                                            |
| 2019      | кор | Про любовь | Перельмутер, портной                                                                         |
| 2019      | с   | Тайны следствия-19 | Леонид Панов, судмедэксперт                                                                  |
| 2020      | с   | Тайны следствия-20 | Леонид Панов, судмедэксперт                                                                  |
| 2021      | с   | Тайны следствия-21 | Леонид Панов, судмедэксперт                                                                  |
| 2021      | с   | Коса | Мирон                                                                                        |
| 2023      | с   | Фандорин. Азазель | Абрамян                                                                                      |
| 2023      | с   | Этюды о свободе II | Меркулов                                                                                     |
| 2024      | с   | Молот ведьм | Егорыч, привидение                                                                           |

### Озвучивание
- 2003 — S.W.A.T. Спецназ города Ангелов (США)

## Театральные роли
- «Фома» Ф. М. Достоевский (Обноскин)
- «Макбет» У. Шекспир (1-я ведьма)
- «Мамаша Кураж и её дети» Б. Брехт (солдат-итальянец Фельдфебель)
- «Вариации феи Драже» А. Д. Кутерницкий (сосед)
- «Ромео и Джульетта» У. Шекспир (Брат Лоренцо)
- «Лес» А. Н. Островский (Милонов)
- «Пиквикский клуб» Ч. Диккенс (Тапмен)
- «Баллада о невесёлом кабачке» Э. Олби (Мерли Райен)
- «Мотылёк» П. В. Гладилин (майор Морозов)
- «Борис Годунов» А. С. Пушкин (игумен)
- «Маскарад» М. Ю. Лермонтов (Шприх)
- «Екатерина Ивановна» Л. Н. Андреев (Ментиков)
- «Школа налогоплательщиков» Вернейль. Л и Берр. Ж (Альфред Меню)
- «Встречайте, мы уходим», Мария Ризнич (Ланс)